# Apogonia cava
Apogonia cava är en skalbaggsart som beskrevs av Karsch 1882. Apogonia cava ingår i släktet Apogonia och familjen Melolonthidae. Inga underarter finns listade i Catalogue of Life.